# Lucjan Lewitter
Lucjan Ryszard Lewitter (ur. 1 czerwca 1922 w Krakowie, zm. 19 września 2007 w Cambridge) – polski historyk emigracyjny.

## Życiorys
Pochodził z zasymilowanej rodziny żydowskiej z Krakowa. W 1938 przeniósł się wraz z rodziną do Wielkiej Brytanii, gdzie ukończył Perse School w Cambridge. Następnie ukończył historię w Christ's College w Cambridge. Od 1951 był tam zatrudniony (Department of Slavonic Studies). Profesor od 1968, emerytura w 1984. Miał szerokie zainteresowania historyczne od czasów nowożytnych do najnowszych, był autorem prac na temat historii Polski, Ukrainy i Rosji w XVII i XVIII wieku. Ponadto napisał wiele artykułów i haseł na temat Polski i Rosji w Encyklopedii Britannica.

## Wybrane publikacje
- Peter the Great and the Westenization of Russia, New York 1957.